# La Vallée-au-Blé
La Vallée-au-Blé är en kommun i departementet Aisne i regionen Hauts-de-France i norra Frankrike. Kommunen ligger  i kantonen Vervins som ligger i arrondissementet Vervins. År 2022 hade La Vallée-au-Blé 358 invånare.

## Befolkningsutveckling
Antalet invånare i kommunen La Vallée-au-Blé
Referens: INSEE